# N1 Slovenija
N1 Slovenija je slovenski informativni spletni portal, ki je začel delovati junija 2021. Odgovorna urednica portala je Katja Šeruga. N1 Slovenija je del medijske mreže družbe United Group, ki medije pod blagovno znamko N1 izdaja tudi v drugih državah.

## Zgodovina
United Media v Sloveniji pred ustanovitvijo N1 Slovenija
Medije blagovne znamke N1 izdaja United Media, medijska podružnica skupine United Group s sedežem v Luksemburgu. United Group je gospodarska družba, ki posluje na območju držav jugovzhodne Evrope in nudi storitve na področju telekomunikacijskih in medijskih storitev. United Group ima sedež na Nizozemskem, družbo pa vodi srbski poslovnež Dragan Šolak (sicer ustanovitelj in pribljižno 25 % lastnik United Group), ki sicer prebiva v Sloveniji. Družba United Group je v večinski lasti britanskega investicijskega podjetja BC Partners. Mediji blagovne znamke N1 so začeli delovati leta 2014 v Srbiji, na Hrvaškem ter v BiH. V vseh državah, kjer delujejo, so tudi vzpostavili televizijske produkcijske centre in uredništva spletnih portalov. N1 je ekskluzivni partner ameriške medijske hiše CNN v regijah, kjer N1 obratuje.
United Group je bil pred vzpostavitvijo N1 Slovenija na slovenskem trgu že prisoten kot lastnik slovenskega telekomunikacijskega ponudnika Telemach in (preko podružnice United Media) s televizijskim programom Sport Klub in oglaševalno agencijo Cas Media.
United Group je leta 2017 z družbo CME sklenil prevzem slovenskega medijskega podjetja Pro Plus (ki med drugim izdaja televizijska programa POP TV in Kanal A ter spletni portal 24ur.com), a je od prevzema leta 2019 odstopil po tem, ko je slovenska agencija za varstvo konkurence o prevzemu izrazila odklonilno stališče.
Leta 2021 se je United Media potegoval za prevzem 100 % lastniškega deleža podjetja TSmedia (ki med drugim izdaja spletni portal Siol.net) od Telekoma Slovenije. Nadzorni svet Telekom Slovenije je prodajni postopek nepričakovano prekinil po tem, ko je United Media oddal najugodnejšo ponudbo (5 milijonov €). Drug ponudnik je bilo madžarsko podjetje TV2, ki je oddalo ponudbo v višini okoli 2 milijona €. TV2 je od Telekoma Slovenije pred tem že prevzel televizijski kanal Planet TV. Lastnik TV2 velja za političnega zaveznika madžarske vladajoče stranke Fidesz in njenega premierja Viktorja Orbána, ti pa veljajo za zaveznike Slovenske demokratske stranke, ki je v času poskusa prodaje TSMedia vodila slovensko vlado, zaradi česar so se pojavili sumi, da so nadzorniki Telekoma, ki jih je imenovala aktualna vlada, ustavili prodajo, ker so iz političnih razlogov favorizirali prevzem s strani madžarskega ponudnika. Predstavnica United Media se je na prekinitev prodaje odzvala z izjavo: »Naša ponudba je bila zelo dobra in očitno je, da v Sloveniji ni mogoče izvesti neodvisnega in poštenega razpisa.« Po informacijah N1 Slovenija je prodajo Siol.net United Media preprečil Janez Janša osebno.
Novembra 2021 je slovenski Urad za preprečevanje pranja denarja na prošnjo Srbije pričel postopek zoper Šolaka in pričel pridobivati podatke. Srbski predsednik Vučić Šolaka obravnava kot nasprotnika, Šolakov srbski N1 pa je eden od redkih srbskih medijev, kritičen to srbskih oblasti. Pridobivanje podatkov o Šolaku naj bi bil del dogovora med tedanjim slovenskim premierjem Janšo in Vučićem o vzajemnem pridobivanju zaupnih podatkov o politično nevšečnih državljanih teh dveh držav (srbski urad je med tem pridobival podatke o favoritu na prihajajočih slovenskih državnozborskih volitvah Robertu Golobu, ki so se kasneje pojavili v slovenskih medijih).
Ustanovitev N1 Slovenija
Portal N1 Slovenija je z delovanjem pričel 16. junija 2021. Izdajatelj N1 Slovenija je družba Adria News (ustanovljena decembra 2020), ki je del družbe United Media. Začetna naložba lastnikov v projekt N1 Slovenija je znašala 1,3 milijona €. Ob ustanovitvi je odgovorna urednica portala postala Katja Šeruga, ki hkrati služi tudi v vlogi direktorice družbe Adria News. United Media zaenkrat nima načrtov za vzpostavitev televizijskega kanala v Sloveniji.
Domnevni poskus oviranja ustanovitve
16. februarja 2021 sta na uradu za intelektualno lastnino Sanja Radivojević, nepremičninska posrednica in zunajzakonska partnerica Borisa Tomašiča, lastnika in urednika Nova24TV, slovenskega desničarskega medija blizu SDS, in pa podjetje Nova hiša, ki izdaja spletni portal Nova24TV, ločeno vložila prijavi za registracijo blagovnih znamk N1 in N1 Info; obe prijavi sta bili kasneje zavrnjeni - prva neuradno po uspešni pritožbi bodočega izdajatelja N1 Slovenija. Uspešna registracija blagovne znamke bi registrantu omogočila zahtevo za mesečno nadomestilo od morebitnega kasneje ustanovljenega istoimenskega medija ali celo prepoved izdajanja medija s takšnim imenom v Sloveniji.
17. februarja 2021 je Radivojević nato pri ministrstvu za kulturo (tedaj pod vodstvom ministra iz kadra vladajoče SDS) podala vlogo za vpis medija z imenom "N1 Info" v razvid medijev, kar medijska zakonodaja veleva od vseh medijev pred začetkom izdajanja programskih vsebin. Ministrstvo je vlogo v nenavadno kratkem obdobju (celo vkljub omejenega obsega dela zaradi epidemije COVID-19) tudi odobrilo. Adria News je nato manj kot mesec kasneje vložila zahtevo za vpis spletnega medija "N1 Slovenija" v razvid medijev; kasneje istega leta so nato udejanili izbris tega medija iz razvida, saj so se odločili za registracijo medija v Luksemburgu kot z ostalimi mediji iz skupine N1. Medij, ki ga je v razvid uspešno vpisala Radivojevič, je bil februarja 2023 še vedno vpisan v razvid medijev, čeprav nikoli ni pričel izdajati vsebin.

## Vsebina
Portal N1 Slovenija uporabnikom ponuja raznolike vsebine, ki vključujejo aktualne novice, analize in poglobljene prispevke, kolumne, intervjuje, športne vsebine ter oddaje in dokumentarne filme.
Med kolumnisti portala so bili ob ustanovitvi epidemiolog Mario Fafangel, profesorica prava na ameriški univerzi Georgetown Urška Velikonja, mariborski kardiolog Franjo H. Naji in publicist Boštjan Videmšek.